# Châtenay (Saône-et-Loire)
Châtenay is een gemeente in het Franse departement Saône-et-Loire (regio Bourgogne-Franche-Comté) en telt 166 inwoners (1999). De plaats maakt deel uit van het arrondissement Charolles.

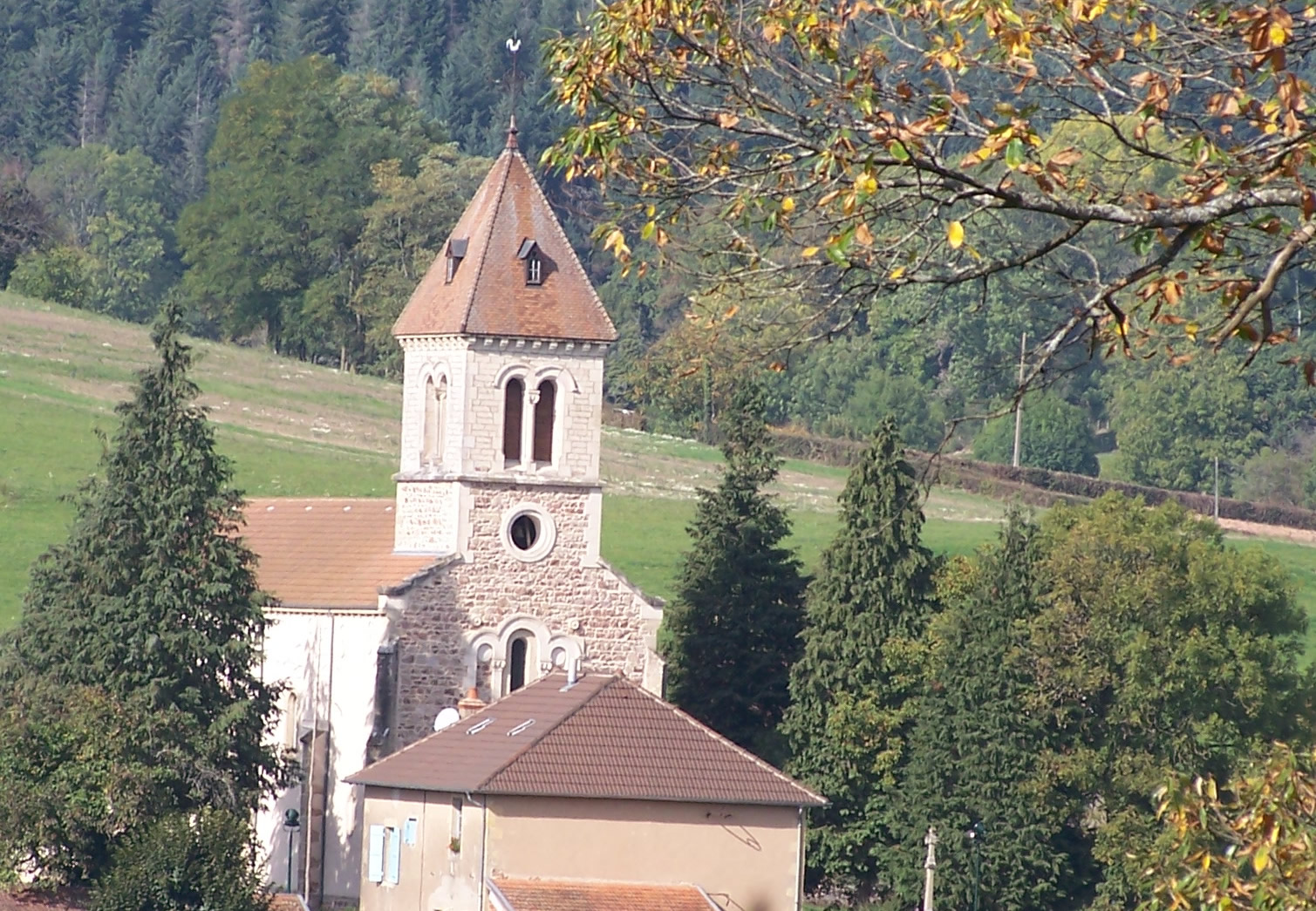
Kerk in Châtenay
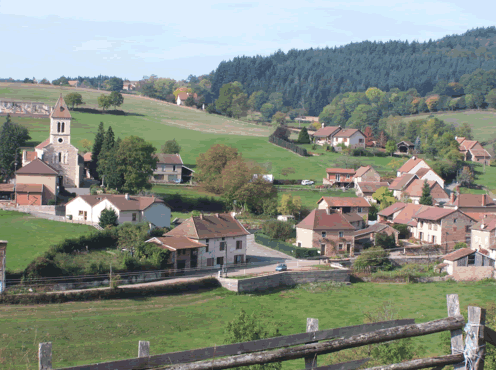
Châtenay

## Geografie
De oppervlakte van Châtenay bedraagt 8,0 km², de bevolkingsdichtheid is 20,8 inwoners per km².
De onderstaande kaart toont de ligging van Châtenay (Saône-et-Loire) met de belangrijkste infrastructuur en aangrenzende gemeenten.

## Demografie
Onderstaande figuur toont het verloop van het inwonertal (bron: INSEE-tellingen).